# Kedreatis
Kedreatis (altgriechisch Κεδρεάτις Kedreátis) ist eine Epiklese der griechischen Göttin Artemis, mit der sie in der arkadischen Stadt Orchomenos verehrt wurde.
Artemis Kedreatis hatte in der Nähe von Orchomenos ein hölzernes Kultbild, das in einem großen Zedernbaum aufgestellt war („ἐν κέδρῳ μεγάλῃ en kédrō megálē“), von dem auch ihr Name hergeleitet wird. Da die Zeder in Griechenland nicht heimisch ist, wurde versucht, den Namen auch anders zu deuten, etwa als Ableitung eines Ortsnamens. In der griechischen Literatur wurden jedoch verschiedene Bäume als „Zeder“ angesprochen, sodass die entsprechende Stelle etwa auch als Wacholderbaum übersetzt wird. Die Aussage von Pausanias, dass die Göttin nach dem Baum benannt wurde, gilt mittlerweile als gesichert. Bei der Verehrung der Artemis Kedreatis handelte sich demnach um einen Baumkult. 
Die Numismatiker Friedrich Imhoof-Blumer und Percy Gardner wollten auf einem Münzbild von Orchomenos die Kultstatue der Artemis Kedreatis identifizieren. Auf dem Avers wird Artemis kniend mit einem Chiton bekleidet dargestellt. Die rechte Hand ruht auf dem Boden, die linke trägt einen Bogen, von dem gerade ein Pfeil abgeschossen wird.